# Apanteles argante
Apanteles argante är en stekelart som beskrevs av Nixon 1976. Apanteles argante ingår i släktet Apanteles och familjen bracksteklar. Inga underarter finns listade i Catalogue of Life.